# Dan Poulter
Daniel Leonard James Poulter, né le 30 octobre 1978 à Beckenham, est un homme politique et psychiatre britannique, membre du Parti travailliste.
Anciennement membre du Parti conservateur, il est élu député de Central Suffolk and North Ipswich lors des élections générales de 2010 et est réélu en 2015, 2017 et 2019.
De 2012 à 2015, il est sous-secrétaire d'État parlementaire au ministère de la Santé.

## Jeunesse et carrière
Il est né à Beckenham dans le Kent. Il fait ses études privées à la Vinehall School et à la Battle Abbey School avant de fréquenter l'Université de Bristol, où il obtient un diplôme en droit, avant de se qualifier comme médecin au King's College de Londres (MBBS; AKC).
Il travaille comme médecin débutant en Gynécologie obstétrique et publie des articles dans le domaine de la santé des femmes. Pendant les vacances parlementaires d'été 2011, Poulter travaille à l'hôpital universitaire James Paget de Gorleston, dans le service des accidents et des urgences. Au moment de rencontrer David Cameron en 2006, qui le pousse à entrer en politique, il travaille en santé mentale. En 2018, il devient membre du Royal College of Psychiatrists et continue de travailler en tant que médecin du NHS en santé mentale.
Il est élu membre conservateur au conseil d'arrondissement de Hastings en 2006, siégeant jusqu'en 2007. Il est chef adjoint du conseil de Reigate and Banstead entre 2008 et 2010.

## Carrière parlementaire
Il est élu député de Central Suffolk and North Ipswich aux élections générales de 2010, obtenant 27125 voix, augmentant ainsi la majorité conservatrice de son prédécesseur, Michael Lord, avec une part des voix de 50,8%.
En 2011, il est crédité d'une intervention «vitale» au Parlement lorsqu'il persuade son collègue député conservateur Guy Opperman de demander un traitement médical d'urgence. Opperman est ensuite opéré d'une tumeur au cerveau.
Il annonce qu'il démissionnerait de la British Medical Association en 2012, à la suite d'une grève annoncée des médecins. Il dit qu'il ne pensait pas que "la grève comme un médecin puisse être justifié" et défend les plans de pensions des médecins.
En septembre 2012, il devient sous-secrétaire d'État parlementaire au ministère de la Santé. Ses principales responsabilités en tant que ministre de la Santé concernent les problèmes de main-d'œuvre, les domaines du NHS et les systèmes informatiques. Après les élections générales de 2015, il retourne sur les bancs arrières et retourne travailler à temps partiel en tant que médecin.
En octobre 2015, Poulter exprime son soutien aux protestations des médecins et autres contre les modifications proposées par le gouvernement conservateur au contrat des médecins débutants. En avril 2016, il élargit sa critique du gouvernement conservateur, dans un article du Guardian. En janvier 2016, il annonce son soutien au cannabis médicinal en disant qu'il devrait "être utilisé et encouragé".
Il est opposé au Brexit avant le référendum sur l'adhésion à l'UE de 2016.
Malgré son opposition au Brexit avant 2016, il a toujours voté en faveur de la sortie de l'UE. Il a également exprimé à plusieurs reprises son soutien à la suspension du Parlement par Boris Johnson en 2019, qui a ensuite été jugée illégale.
Mécontent des politiques de Rishi Sunak sur le service de santé public, le NHS, il décide le 27 avril 2024 de se rallier à l'opposition travailliste dans la Chambre des communes. Il appelle à de nouvelles élections législatives et supporte Keir Starmer pour devenir Premier ministre,.